# Acheso
Acheso (in greco antico: Ἀκεσώ?, Akesṑ) è un personaggio della mitologia greca, una delle figlie di Asclepio ed Epione.

## Mitologia
Era la divinità che sovrintendeva al processo di guarigione ed a differenza di sua sorella Panacea rappresentava il processo di un trattamento piuttosto che la cura stessa.